# آرثر إف. بنتلي
آرثر إف. بنتلي (بالإنجليزية: Arthur F. Bentley)‏ هو عالم سياسة أمريكي، ولد في 16 أكتوبر 1870، وتوفي في 21 مايو 1957.

## وصلات خارجية
- آرثر إف. بنتلي على موقع الموسوعة البريطانية (الإنجليزية)